# Erenfried II.
Erenfried II. (urkundlich 942–966; † vor 970) war ein rheinischer Dynast aus der Familie der Ezzonen. Seine Eltern sind nicht sicher bestimmbar.
Er selbst hatte am Rhein das Grafenamt im Zülpichgau (942), im Bonngau (945), in Hattuarien (947) mit seinen Untergauen Düffelgau (948), Mühlgau (966) und vermutlich dem Gilde-/Keldagau, sowie im Ruhrgau, d. h. in der Duisburg-Kaiserswerther Grafschaft (950, 956). Darüber hinaus hatte er die Grafschaft Huy an der mittleren Maas (946, 959) sowie die Vogtei des Klosters Stablo inne (943–956). Sein Bruder, seine Neffen sowie sein Sohn regierten zudem im Auelgau, der damit auch zum Besitz der Familie gezählt werden kann. Diese Häufung von Grafschaften innerhalb des Herzogtums Niederlothringen machte ihn zum Konkurrenten des Landesherrn, dessen Wirkungszentrum jedoch ohnehin mehr in anderen Bereichen des Herzogtums zu sehen sein dürfte.
Erenfried II. war mit Richwara verheiratet, deren Herkunft unbekannt ist und die vor 963 starb. Die Eheleute hatten mindestens einen Sohn:
- Hermann Pusillus († 996) 972, 992, 993 Graf im Bonngau, 978, 978 Graf im Eifelgau, 976 Graf in Gerresheim, d. h. in der Duisburg-Kaiserswerther Grafschaft, 981 Graf im Zülpichgau, 989 Pfalzgraf von (Nieder-)Lothringen, 996 Graf im Auelgau; ⚭ Heylwig aus der Familie des heiligen Ulrich, Bischof von Augsburg; † 22. Januar …

Eine Identität von Erenfried II. und dem 959 bezeugten Grafen Immo wird von der neueren Forschung abgelehnt.